# Georgios Kondilis
Georgios Kondilis (en griego: Γεώργιος Κονδύλης) (1878-Atenas; 1936) fue un militar y político griego. Fue nombrado capitán durante las guerras de los Balcanes. Fue primer ministro de Grecia dos veces, en 1926 y en 1935. Murió en 1936 de un infarto agudo de miocardio en Atenas.

## Primer gobierno
En 1923 fue de uno de los principales mandos militares que había forzado la proclamación de la república junto con Stilianos Gonatas y Nikolaos Plastiras.
Kondilis, miembro de la guardia republicana que había respaldado el golpe de Estado del general Theodoros Pangalos en 1925, lo derrocó el 21 de agosto de 1926, aprovechando el descontento por las purgas de políticos y militares que había llevado a cabo Pangalos. El contragolpe de Kondilis dio paso a un gobierno de coalición nacional que logró aprobar finalmente la constitución de la república en 1927, que llevaba pendiente desde 1923.

## Segundo gobierno

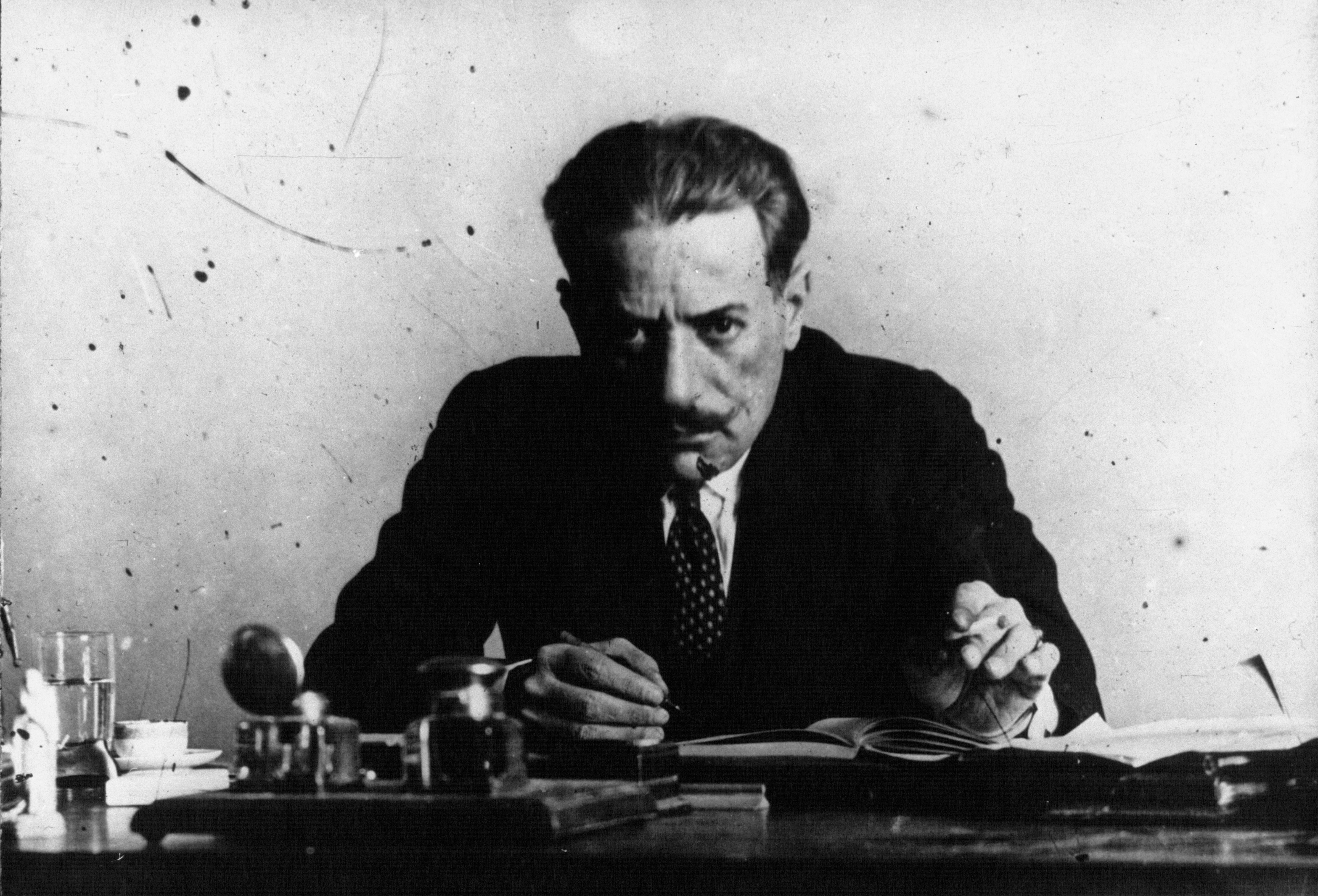
Kondilis en 1932. Pasó de representar al militar republicano por excelencia a respaldar la restauración monárquica y el modelo político fascista.

Kondilis, ministro de Defensa del gabinete de Tsaldaris, fue la principal figura militar que aplastó el pronunciamiento de Nikolaos Plastiras en marzo de 1935 en defensa de la república ante el temor de liberales y demás republicanos de que el gobierno conservador de Panagis Tsaldaris restaurase la monarquía. El fracaso del golpe llevó a la purga de los republicanos de la administración del Estado y de las fuerzas armadas y a la celebración de un plebiscito amañado durante el gobierno de Kondilis, que había sustituido a Tsaldaris por presión de los militares monárquicos, y que acabó con el regreso del rey Jorge II de Grecia.
Temporalmente durante las elecciones de junio de 1935 Kondilis, con gran prestigio por su pasado republicano y por haber hecho fracasar el último golpe militar, respaldó la política moderada de Tsaldaris frente a los ultramonárquicos encabezados por Ioannis Metaxas. Repentinamente, sin embargo, el 3 de julio de 1935 Kondilis se pronunció públicamente a favor de la monarquía, causando gran revuelo en el país. En agosto Kondilis, cada vez más alejado de las posiciones moderadas de Tsaldaris, utilizaba lenguaje cercano al fascismo.
El 10 de octubre de 1935, poco antes de la celebración del plebiscito sobre la monarquía, Kondilis dio un golpe de Estado que derrocó al gobierno de Tsaldaris. El plebiscito del 3 de noviembre de 1935, celebrado sin garantías, dio un 97 % de votos favorables a la restauración.
Tras el regreso del rey este concedió una amnistía a los republicanos que disgustó a los ultramonárquicos y forzó el retiro de Kondilis, sustituido por un moderado sin experiencia política.
En las elecciones de enero de 1936 sus partidarios apenas lograron 12 escaños. Kondilis falleció poco después, facilitando la llegada al poder de Metaxas, que se libró así de un rival por el control de las fuerzas armadas y de los monárquicos.